# Variable latente
En estadística, las variables latentes (o variables ocultas, en contraposición a las variables observables), son las variables que no se observan directamente, sino que son inferidas (a través de un modelo matemático) a partir de otras variables que se observan (medidas directamente). Los modelos matemáticos que tratan de explicar las variables observadas en términos de variables latentes se llaman modelos de variables latentes. Estos modelos se utilizan en muchas disciplinas, como la psicología, la economía, la medicina, la física, el aprendizaje máquina, la inteligencia artificial, bioinformática, procesamiento del lenguaje natural, la econometría, la gestión y las ciencias sociales.
A veces variables latentes corresponden a aspectos de la realidad física, que se podrían medir en principio, pero pueden no serlo por razones prácticas. En esta situación, se utiliza el término variables ocultas común (lo que refleja el hecho de que las variables están "realmente allí", pero ocultas). Otras veces, las variables latentes corresponden a conceptos abstractos, como categorías, estados de comportamiento o mentales, o estructuras de datos. Los términos de variables hipotéticas o constructos hipotéticos se pueden utilizar en estas situaciones.
Una ventaja de utilizar variables latentes es que reduce la dimensionalidad de los datos. Un gran número de variables observables se puede agregar en un modelo para representar un concepto subyacente, por lo que es más fácil de entender los datos. En este sentido, tienen una función similar a la de las teorías científicas. Al mismo tiempo, las variables latentes de enlace de datos observables ("sub-simbólico") en el mundo real a los datos simbólicos en el mundo modelado.
Las variables latentes, como las creadas por los métodos de análisis factorial, por lo general representan la varianza "compartida", o el grado en que las variables 'se mueven' juntas. Las variables que no tienen correlación no pueden resultar en una construcción latente basado en el común modelo de factores.

## Ejemplos de variables latentes

### Economía
Ejemplos de variables latentes desde el campo de la economía incluyen la calidad de vida, la confianza empresarial, la moral, la felicidad y el conservadurismo: son todas las variables que no se pueden medir directamente. Pero vincular estas variables latentes a otras variables, observables, los valores de las variables latentes se pueden inferir a partir de mediciones de las variables observables. La calidad de vida es una variable latente que no se puede medir directamente, de modo observable, entonces se utilizan para inferir la calidad de vida. Variables observables para medir la calidad de vida incluye la riqueza, el empleo, el medio ambiente, la salud física y mental, educación, recreación y tiempo libre, y la pertenencia social.

### Psicología
- Los "cinco grandes rasgos de la personalidad "se han deducido mediante análisis factorial extraversión habilidad espacial sabiduría "Dos de los medios más predominantes de la evaluación de la sabiduría incluyen rendimiento relacionados sabiduría-y medidas variables latentes".[2][3]
- G de Spearman, o el factor de inteligencia general en psicometría.[4]